# Aptamer
Aptameri su oligonukleinske kiseline ili peptidne molekule. Vežu se na specifičnu ciljanu molekulu.
Znatno su robustnije od antitijela koja su ograničene mogućnosti regeneracije, a za protemičke analize potrebni su biosezori koji se mogu brzo regenerirati i ponovo koristiti. Aptamere se može se imobilizirati na čvrstim površinama. Zbog te osobine aptamera, imaju prednost pred antitijelima koja se tradicionalno koriste u proteomici. Sve više ih se primjenjuje u biosenzorici, a moguće su i nove primjene u biotehnologiji. Biosenzori se danas sve više baziraju na bazi aptamera.
Aptameri su ligandi i korisni su u primjeni lijekova protiv tumora. Ligandi poput aptamera su folna kiselina, transferin, monoklonska protutijela i peptidi. Njihovim vezivanjem sprječava se toksičan učinak lijekova na zdrave stanice i prateće štetne nuspojave, jer vezivanjem liganada postiže se aktivna dostava u tumorske stanice.